# 林枚光
林枚光（?—?），福建侯官人，清朝政治人物。举人出身。
乾隆21年（1756年），擔任清朝遵义府婺川縣知縣。后由徐堂接任。